# Неслабін
Неслабін (пол. Niesłabin, нім. Niederau) — село в Польщі, у гміні Сьрем Сьремського повіту Великопольського воєводства.
Населення — 411 осіб (2011).
У 1975-1998 роках село належало до Познанського воєводства.

## Демографія
Демографічна структура станом на 31 березня 2011 року:
|          | Загалом | Допрацездатний вік | Працездатний вік | Постпрацездатний вік |
| -------- | ------- | ------------------ | ---------------- | -------------------- |
| Чоловіки | 207     | 52                 | 142              | 13                   |
| Жінки    | 204     | 48                 | 123              | 33                   |
| Разом    | 411     | 100                | 265              | 46                   |